# Microsechium gonzalo-palomae
Microsechium gonzalo-palomae là một loài thực vật có hoa trong họ Cucurbitaceae. Loài này được Rafael Lira Saade mô tả khoa học đầu tiên năm 1994. Mẫu vật điển hình: R. Lira & J.C. Soto 1231, thu thập ngày 31-10-1991 ở tọa độ 15°58′0″B 96°29′0″T / 15,96667°B 96,48333°T, cao độ 1.350 m, 18 km phía bắc La Candelaria, km 196 đường cao tốc Oaxaca - Pochutla. Lưu giữ tại phòng mẫu cây MEXU (Universidad Nacional Autónoma de México, Đại học Tự quản Quốc gia México), thành phố México.

## Từ nguyên
Tính từ định danh gonzalo-palomae là sự kết hợp của Gonzalo và Paloma, tên hai con trai của tác giả.

## Phân bố
Loài đặc hữu bang Oaxaca, tây nam Mexico. Môi trường sống là thảm thực vật thứ sinh trong rừng mây hoặc là loài chuyển tiếp sinh thái giữa kiểu thảm thực vật này và rừng trung gian, ở cao độ 1.350-1.520 m trên mực nước biển.